# Paprika setá
Paprika setá (Capsicum annuum), někdy zvaná též paprika roční, je druh papriky původem ze Severní Ameriky a severní části Ameriky Jižní. Tento druh je nejznámější a nejvíce pěstovaný z pěti druhů domestikovaných paprik (C. annuum, C. frutescens, C. chinense, C. pendulum a C. pubescens). Vyznačuje se celou škálou tvarů a velikostí, a to jak sladkých, tak pálivých odrůd, od kapií až po chilli papričky. Tyto kultivary jsou potomky divokých amerických paprik, jež dodnes rostou v teplejších oblastech tohoto kontinentu.

## Charakteristika
Ačkoli přívlastek latinského názvu papriky annuum znamená “roční” či „každoroční“, nejedná se v tomto případě o jednoletou rostlinu. V oblastech, kde nejsou zimní mrazy, dokáže přežít několik sezón a vyroste z ní statný vytrvalý keřík. Květy jsou špinavě bílé (někdy do nachova). Stonek se hustě větví a dorůstá až do výšky 60 cm. Plod je bobule ve tvaru lusku, po dozrání může mít zelenou, žlutou nebo červenou barvu. Přestože paprika setá snáší většinu druhů podnebí, nejlépe se jí daří v suchých a teplých oblastech.

## Kuchyně
K tomuto druhu patří celá řada oblíbených sladkých paprik i pálivých chilli papriček se spoustou odrůd neboli kultivarů, které se pěstují po celém světě. Sladké papriky se často používají jako přísady do hotových jídel a pokrmů prodávaných přes ulici, protože jsou levné, mají silnou chuť a vůni a jsou barevné. Pokrmy, jež obsahují papriky, především chilli, mají mnohdy silnou příchuť způsobovanou přítomností alkaloidů zvaných kapsaicinoidy v paprikách. Nejvýznamnějším z nich je kapsaicin, který je vysoce dráždivý a vyvolává pocit pálení v každé tkáni, s níž přijde do styku. Toto pálení může trvat i několik hodin po požití.
Plody papriky seté kromě chuti mohou lidem pomoci i s některými zdravotními problémy. Kladně například působí na pleť, vlasy či nehty. Pozitivní vliv mají také na zrak, dovedou totiž chránit oči. Podílí se rovněž na lepším zdraví cév a zároveň na lepší krvetvorbě. Mohou částečně kladně ovlivňovat také psychiku, protože dovedou zklidnit.

## Další české názvy
- paprika dlouhá
- paprika roční
- pepřika dlouhá